# Ліси Аллеганської височини
Ліси Аллеганської височини (ідентифікатор WWF: NA0401) — неарктичний екорегіон помірних широколистяних та мішаних лісів, розташований на північному сході США.

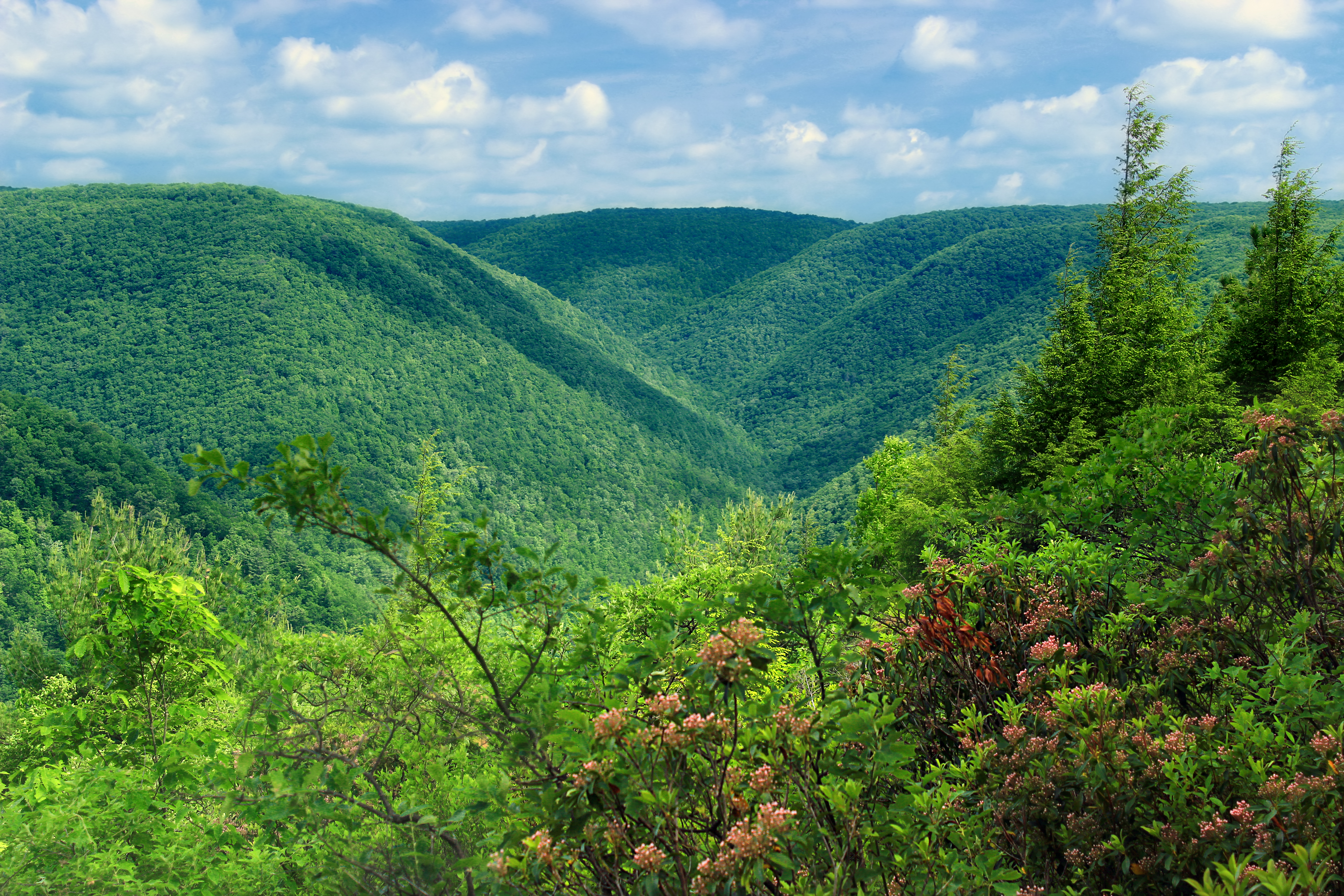
Ліандшафт заповідника Державний ліс Спрул

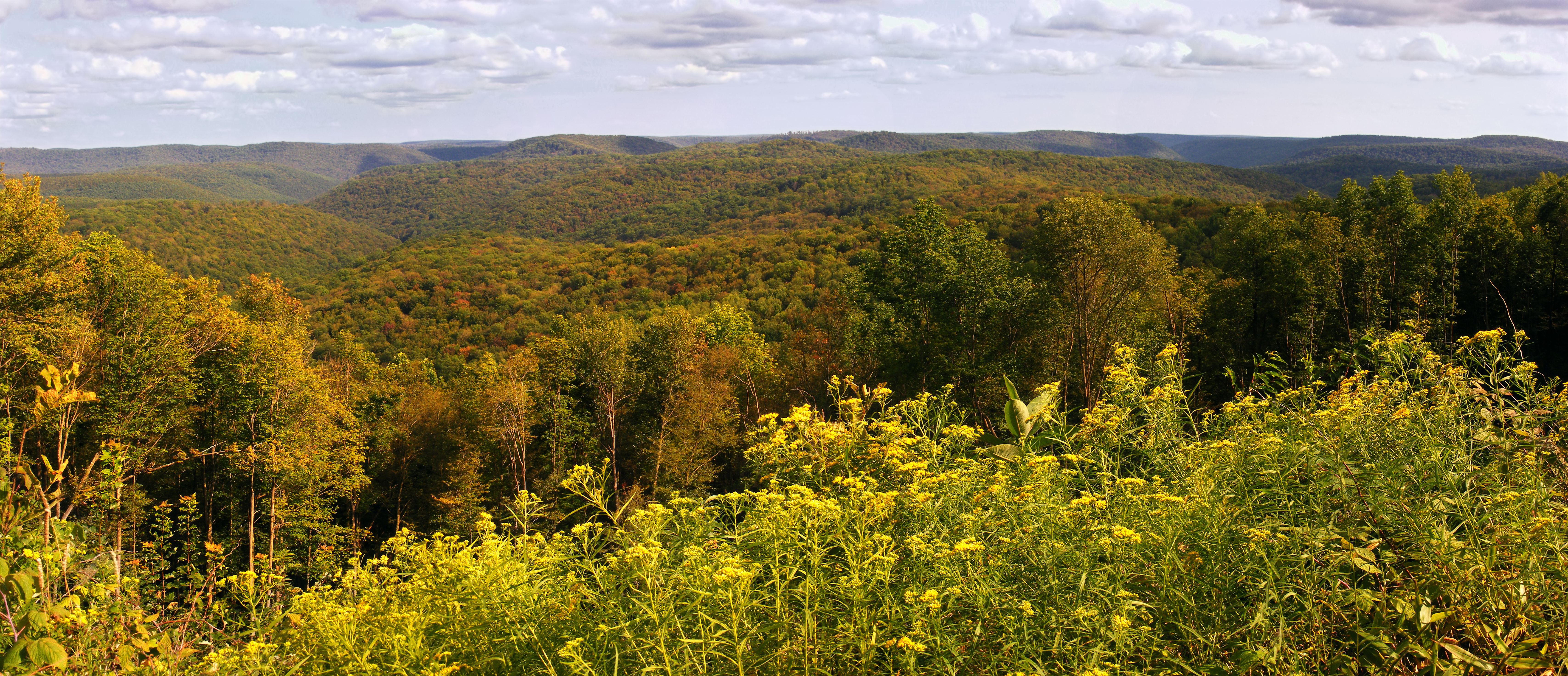
Ліс Державний ліс Саскуеханнок

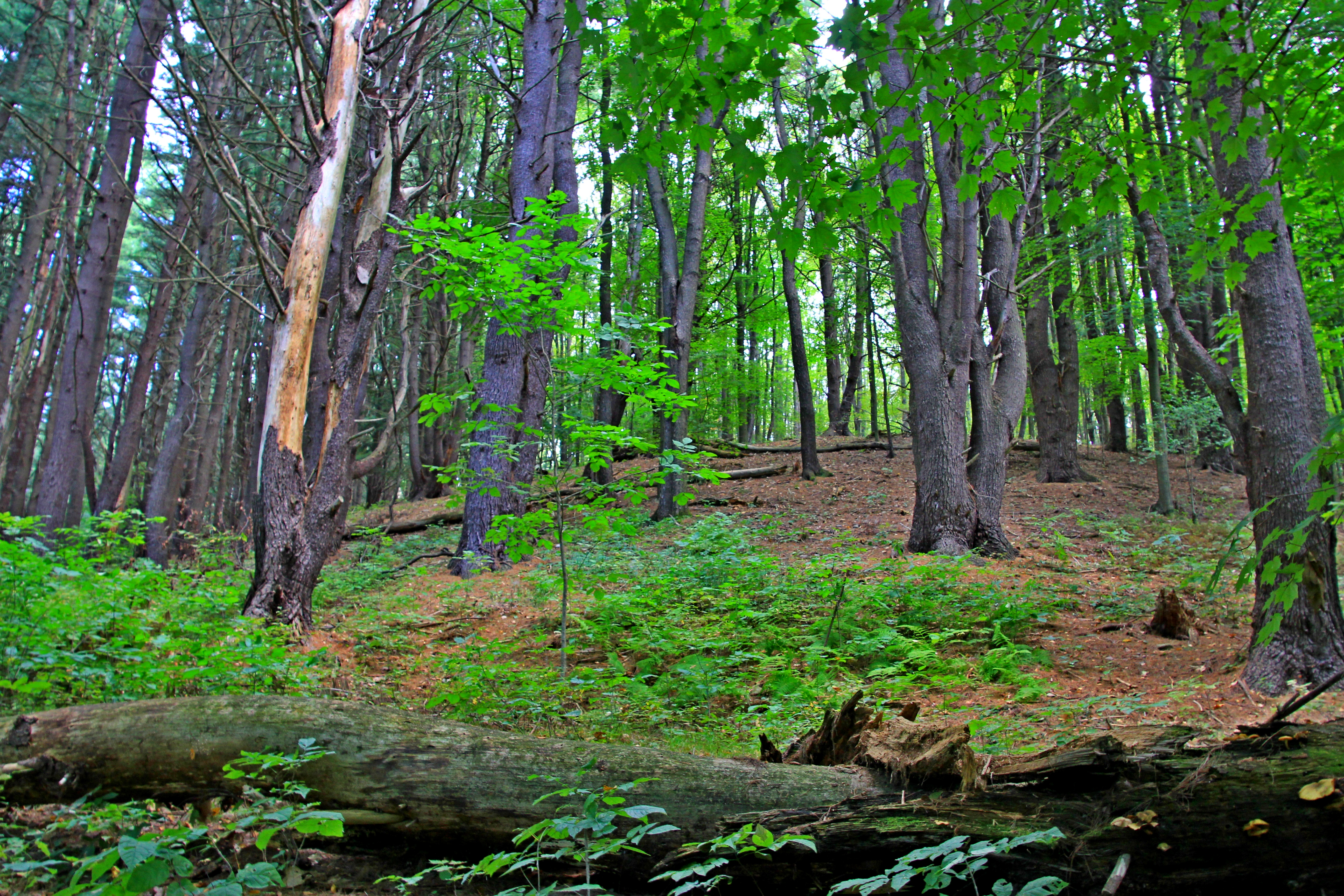
Аллеганський національний ліс

## Географія
Екорегіон лісів Аллеганської височини охоплює північну частину Аллеганського плато, розташовану на півдні Нью-Йорку та на півночі Пенсільванії. З геологічної точки зору основу плато складають палеозойські сланці, пісковики, вапняки та флінти. Рельєф регіону горбистий, порізаний глибокими річковими долинами та водоспадами. На східному краю Аллеганського плато розташовані гори Катскілл та Поконо, які різко спускаються до долини Делаверу і є частиною Аллеганського уступу. Тут розташована гора Слайд висотою 1270 м, найвища вершина екорегіону.
Під час останнього льодовикового періода північна частина екорегіону була вкрита Лаврентійським льодовиковим щитом. Льодовики розмили, розширили та поглибили існуючі річкові долини. Після цього льодовикові морени перегородили річкові русла, сформувавши групу з одинадцяти витягнутих з півночі на південь озер, відомих як озера Фінгерс. Водночас зледеніння незначно вклинуло на навколишні височини, що свідчить про тонкий льодовиковий покрив. Американська екологиня Емми Люсі Браун зауважує, що немає видимої межі рослинності, яка б відповідала межі поширення Вісконсінського зледеніння.
На північних низовинах, що лежать на узбережжі озера Онтаріо, ліси Аллеганської височини переходять у ліси півдня Великих озер, на північному сході, в долині Могоку, — у низинні ліси сходу Великих озер, на сході, в долині Делаверу, — у прибережні ліси північного сходу США, а на півдні — у ліси Аппалачів та Блакитного хребта та у мішані мезофільні ліси Аппалачів.

## Клімат
В межах екорегіону переважає вологий континентальний клімат (Dfb за класифікацією кліматів Кеппена), який характеризується теплим літом та холодною сніжною зимою. Cередньорічна температура тут коливається від 3 до 8 °C, а середньорічна кількість опадів — близько 1000 мм.

## Флора
До появи в Північній Америці європейських колоністів рослинний покрив екорегіону був представлений мішаними лісами, в яких переважали канадські тсуґи (Tsuga canadensis) та великолисті буки (Fagus grandifolia). Це два види становили майже 60 % від усіх дерев, що росли у аллеганських лісах. У менш вологих районах, де часто спалахували пожежі, основу лісів складали великолисті буки (Fagus grandifolia) та цукрові клени (Acer saccharum). Серед інших дерев, що росли у тсуґово-букових та буково-кленових лісах, слід відзначити червоний клен (Acer rubrum), сизу ялину (Picea glauca), чорну ялину (Picea mariana), американський ясен (Fraxinus americana), американський в'яз (Ulmus americana), американську липу (Tilia americana), американський хмелеграб (Ostrya virginiana), жовту березу (Betula alleghaniensis), вишневу березу (Betula lenta), американське тюльпанне дерево (Liriodendron tulipifera) та пізню черемху (Prunus serotina). Сосни Веймута (Pinus strobus) домінували у ранньосукцесійних насадженнях, які утворювалися після пожеж або вітроломів.
Між 1890 та 1920 роками більшість лісів, що росли на Аллеганському плато, були вирубані. Хоча згодом частина лісів відновилася, їх видовий склад значно відрізняється від того, що спостерігався у первинних лісах. Лісоруби вирубували передусім листяні дерева, часто залишаючи хвойні, що створило передумови для масштабних пожеж, які призвели до майже повного зникнення канадських тсуґ (Tsuga canadensis) та сосен Веймута (Pinus strobus). Повторні пожежі призвели до зменшення частки цукрових кленів (Acer saccharum), великолистих буків (Fagus grandifolia) та інших типових листяних порід та до збільшення частки американської осики (Populus tremuloides), пенсильванської черемхи (Prunus pensylvanica) та жимолості (Lonicera spp.).
Наразі у лісах регіону переважають цукрові клени (Acer saccharum), великолисті буки (Fagus grandifolia), жовті берези (Betula alleghaniensis) та канадські тсуґи (Tsuga canadensis), а також червоні клени (Acer rubrum), пізні черемхи (Prunus serotina) та сосни Веймута (Pinus strobus). Канадські тсуґи (Tsuga canadensis) віддають перевагу більш вологим місцевостям, а сосни Веймута (Pinus strobus) — більш сухим вершинам пагорбів. У річкових долинах та на стрімких схилах ростуть мішані дубові ліси, основу яких складають червоні дуби (Quercus rubra), білі дуби (Quercus alba), чорні дуби (Quercus velutina) та шарлатові дуби (Quercus coccinea). На вершинах гір Кетскілл зустрічаються хвойні ліси, в яких переважають бальзамисті ялиці (Abies balsamea), паперові берези (Betula papyrifera), американські горобини (Sorbus americana) та пенсильванські черемхи (Prunus pensylvanica). На болотах, торф'яниках і вершинах уступів ростуть чагарники болотяної калини (Viburnum cassinoides) та гірського падуба (Ilex mucronata).

## Фауна
В межах екорегіону зустрічається 58 видів ссавців та близько 200 видів птахів. Серед поширених в екорегіоні ссавців слід відзначити барибала (Ursus americanus), звичайну лисицю (Vulpes vulpes), сіру лисицю (Urocyon cinereoargenteus), руду рись (Lynx rufus), ільку (Pekania pennanti), довгохвосту ласицю (Neogale frenata), смугастого скунса (Mephitis mephitis), американського зайця (Lepus americanus), аппалацького кролика (Sylvilagus obscurus), червону вивірку (Tamiasciurus hudsonicus), сіру вивірку (Sciurus carolinensis), канадського голкошерста (Erethizon dorsatum), звичайного ракуна (Procyon lotor), лісового бабака (Marmota monax), східного бурундука (Tamias striatus), північну літягу (Glaucomys sabrinus), південну літягу (Glaucomys volans) та віргінського опосума (Didelphis virginiana). На берегах річок та озер поширені канадські бобри (Castor canadensis), канадські видри (Lontra canadensis), річкові візони (Neogale vison) та болотяні ондатри (Ondatra zibethicus). Внаслідок того, що східні вовки (Canis lupus lycaon) та північноамериканські пуми (Puma concolor couguar) були винищені в регіоні, популяція білохвостих оленів (Odocoileus virginianus) надзвичайно збільшилась. Велика кількість оленів шкодить відновленню лісів та загрожує рідкісним видам рослин.
Орнітофауна екорегіону включає американського орябка (Bonasa umbellus), великого індика (Meleagris gallopavo), північну зенаїду (Zenaida macroura), каролінку (Aix sponsa), віргінського пугача (Bubo virginianus), неоарктичну сову (Strix varia), північну жовну (Dryocopus pileatus), червоноголову гілу (Melanerpes erythrocephalus), рубіновогорлого колібрі (Archilochus colubris), блакитну сизойку (Cyanocitta cristata), лісового піві (Contopus virens), чубатого копетона (Myiarchus crinitus), жовтогорлого віреона (Vireo flavifrons), гострочубу синицю (Baeolophus bicolor), каролінського повзика (Sitta carolinensis), сизу комароловку (Polioptila caerulea), лісового дрозда (Hylocichla mustelina) та червоного кардинала (Cardinalis cardinalis). Серед поширених в екорегіоні плазунів слід відзначити кайманову черепаху (Chelydra serpentina) та лісового гримучника (Crotalus horridus).

## Збереження
Оцінка 2017 року показала, що 1386 км², або 2 % екорегіону, є заповідними територіями. Природоохоронні території включають: Аллеганський національний ліс, Державний ліс Спрул, Державний ліс Саскуеханнок, Державний парк лісу Кук, Природний заповідник Хамерслі та Природний лісовий заповідник Вудборн в Пенсільванії, а також Аллеганський державний парк, Державний парк Катскілл, Болото Берген-Байрон, Заповідник озера Хемлок та Заповідник озера Кенедайс в Нью-Йорку.